# Friedland (Dolna Saksonia)
Friedland – gmina samodzielna (niem. Einheitsgemeinde) w Niemczech, w kraju związkowym Dolna Saksonia, w powiecie Getynga.

## Geografia
Gmina Friedland leży nad rzeką Leine, ok. 12 km na południe od Getyngi. Przez obszar gminy przebiega droga krajowa B27.

## Dzielnice
W skład gminy wchodzą następujące dzielnice:
| - Ballenhausen - Deiderode - Elkershausen - Friedland - Groß Schneen | - Klein Schneen - Lichtenhagen - Ludolfshausen - Mollenfelde - Niedergandern | - Niedernjesa - Reckershausen - Reiffenhausen - Stockhausen |

## Galeria

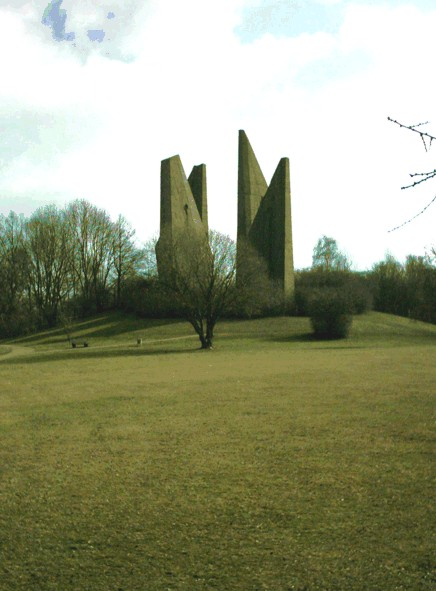
Pomnik we Friedland
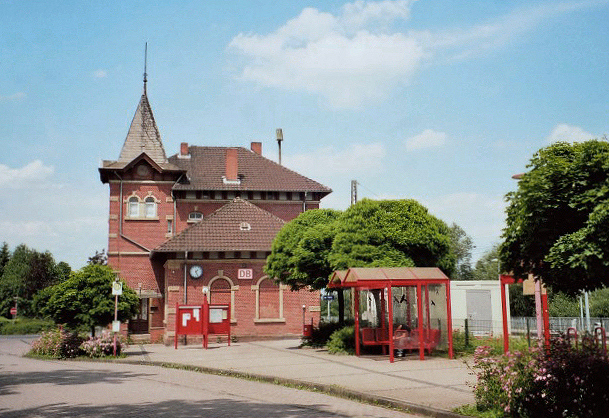
Dworzec kolejowy we Friedland
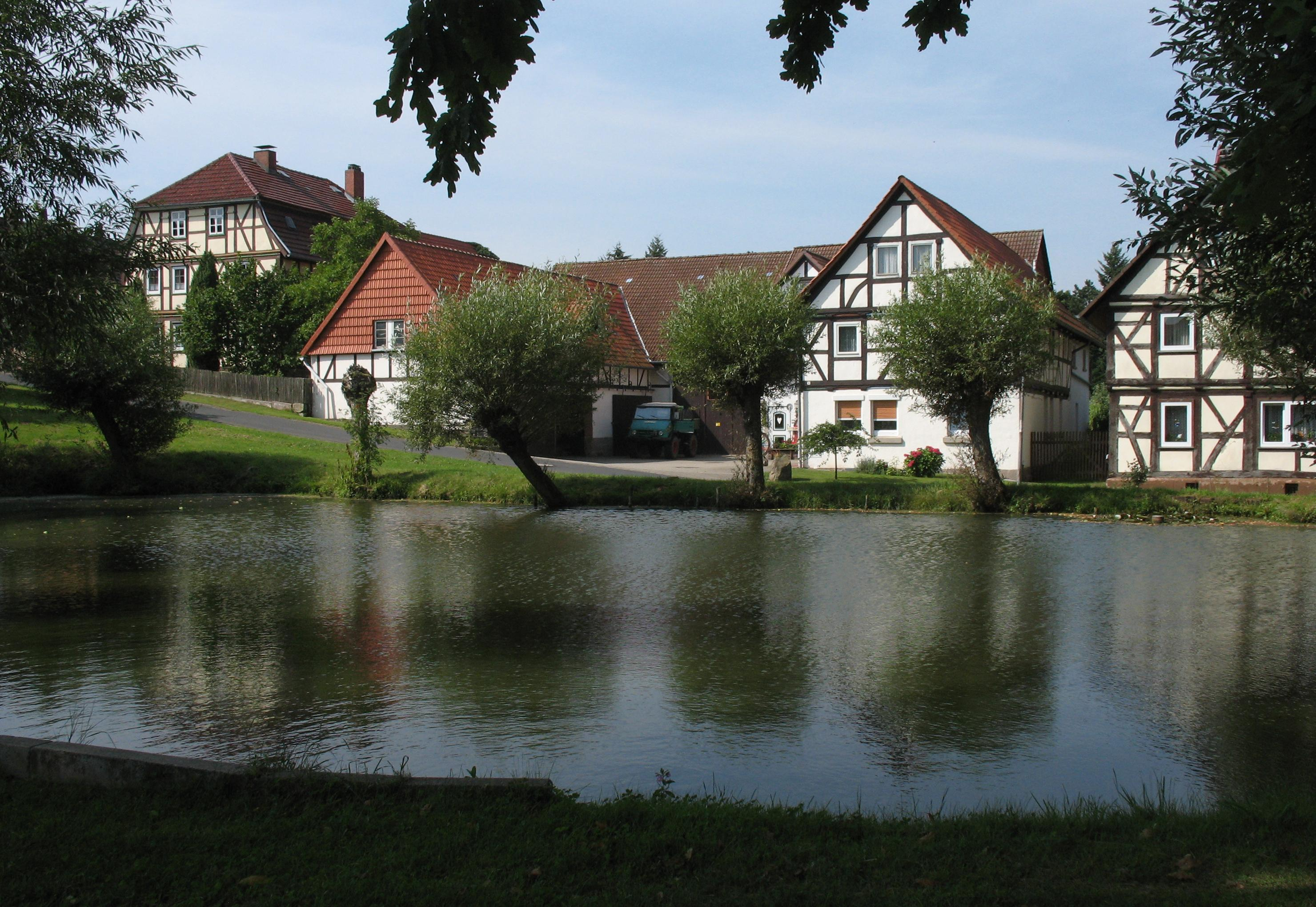
Lichtenhagen
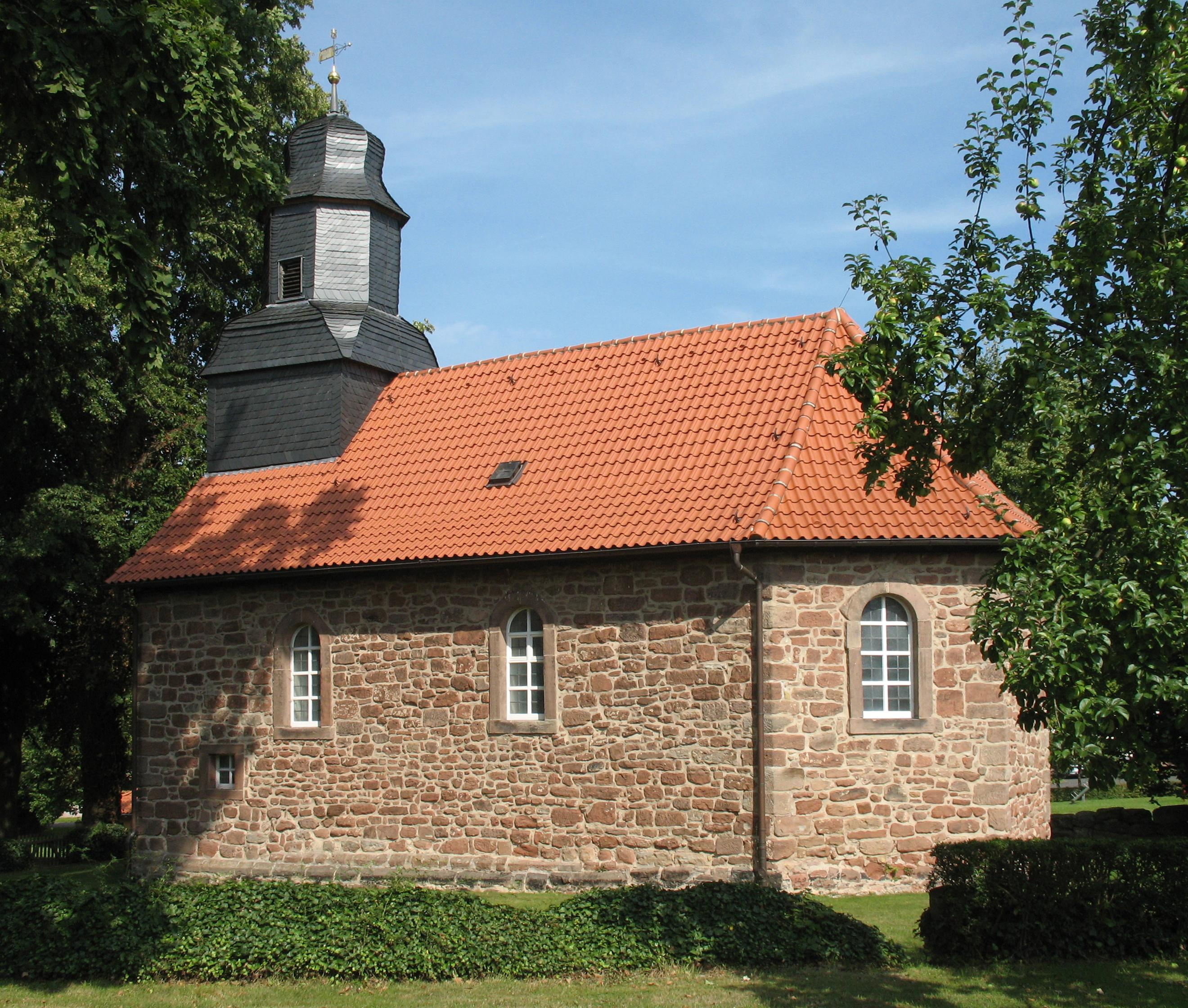
Kościół